# كاجان جونسون
كاجان جونسون (بالإنجليزية: Kajan Johnson؛ مواليد 21 أبريل 1984) هو مقاتل فنون القتال المختلطة كندي.

## وصلات خارجية
- كاجان جونسون على موقع يو إف سي (الإنجليزية)
- كاجان جونسون على موقع شيردوغ (الإنجليزية)
- كاجان جونسون على موقع IMDb (الإنجليزية)